# Богаєвський Юрій Вадимович
Юрій Вадимович Богаєвський (1942) — український дипломат. Надзвичайний і Повноважний Посол України.

## Біографія
Народився 25 квітня 1942 року в селі Дернівка Баришівського району на Київщині.
1958–1960: робота в друкарні видавництва ЦК КП України «Радянська Україна».
1960–1961: робітник Київського тарного заводу № 1.
1961–1962: студент Київського педінституту іноземних мов.
1962–1965: військова служба.
1965–1967: навчання на стаціонарному відділені Київського педінституту іноземних мов.
1967–1969: студент-заочник.
З 1967 по 1968 — друкар Київської друкарні № 7, молодший редактор видавництва «Радянська школа».
З 1968 по 1973 — редактор відділу реклами та розповсюдження, старший редактор Республіканського спеціалізованого видавництва «Вища школа».
З 1973 по 1975 — аташе, 3-й, 2-й секретар відділу преси МЗС Української РСР.
З 1975 по 1978 — перший секретар, помічник міністра закордонних справ Української РСР.
З 1978 по 1982 — співробітник Секретаріату ООН за квотою України (м. Нью-Йорк).
З 1982 по 1985 — 1-й секретар відділу міжнародних економічних організацій МЗС Української РСР.
З 1985 по 1991 — 1-й секретар посольства СРСР в Канаді від МЗС УРСР.
З 1991 по 1992 — радник відділу двосторонніх зв'язків та регіонального співробітництва МЗС України.
З 1992 по 1993 — завідувач відділу США та Канади, в.о. заступника начальника Управління двосторонніх відносин МЗС України.
З 1993 по 1996 — начальник Управління країн Європи та Америки МЗС України.
З 1996 по 1998 — заступник Постійного представника України при ООН .
З 1998 по 2000 — Генеральний консул України у Нью-Йорку (США).
З 04.2000 по 08.2001 — начальник 3-го територіального управління МЗС України.
З 02.08.2001 по 14.06.2006 — Надзвичайний і Повноважний Посол України в Бразилії.
З 06.06.2002 по 03.04.2006 — Надзвичайний і Повноважний Посол України в Еквадорі за сумісництвом
З 06.06.2002 по 14.06.2006 — Надзвичайний і Повноважний Посол України в Болівії за сумісництвом.
З 06.06.2002 по 14.06.2006 — Надзвичайний і Повноважний Посол України у Венесуелі за сумісництвом.
З 06.05.2006 по 14.06.2006 — Надзвичайний і Повноважний Посол України у Гаяні за сумісництвом.
У відставці з 2006 року.

## Дипломатичний ранг
- Надзвичайний і Повноважний Посол України.

## Нагороди та відзнаки
- Орден «За заслуги» ІІІ ступеня (1999 р.),
- Почесна грамота МЗС України (2000 р.),
- Орден Федеративної Республіки Бразилія «Південний Хрест» (2006 р.),
- Почесна відзнака МЗС України І ступеня (2006 р.),
- Нагрудний знак МЗС України «За відданість дипломатичній службі» (2013 р.).